# Visions of Atlantis

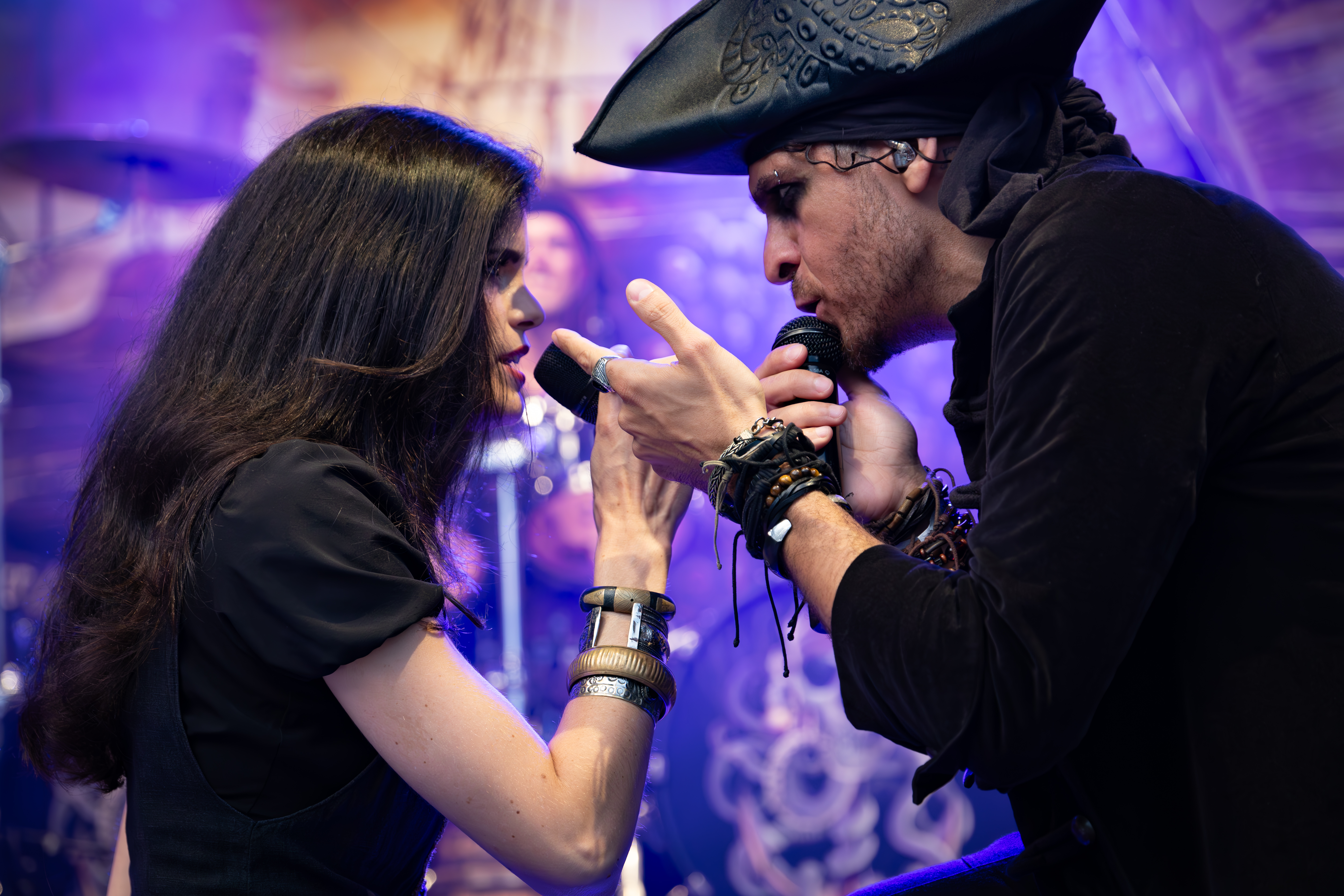
Clémentine Delauney & Michele Guaitoli beim Metalacker Festival 2023

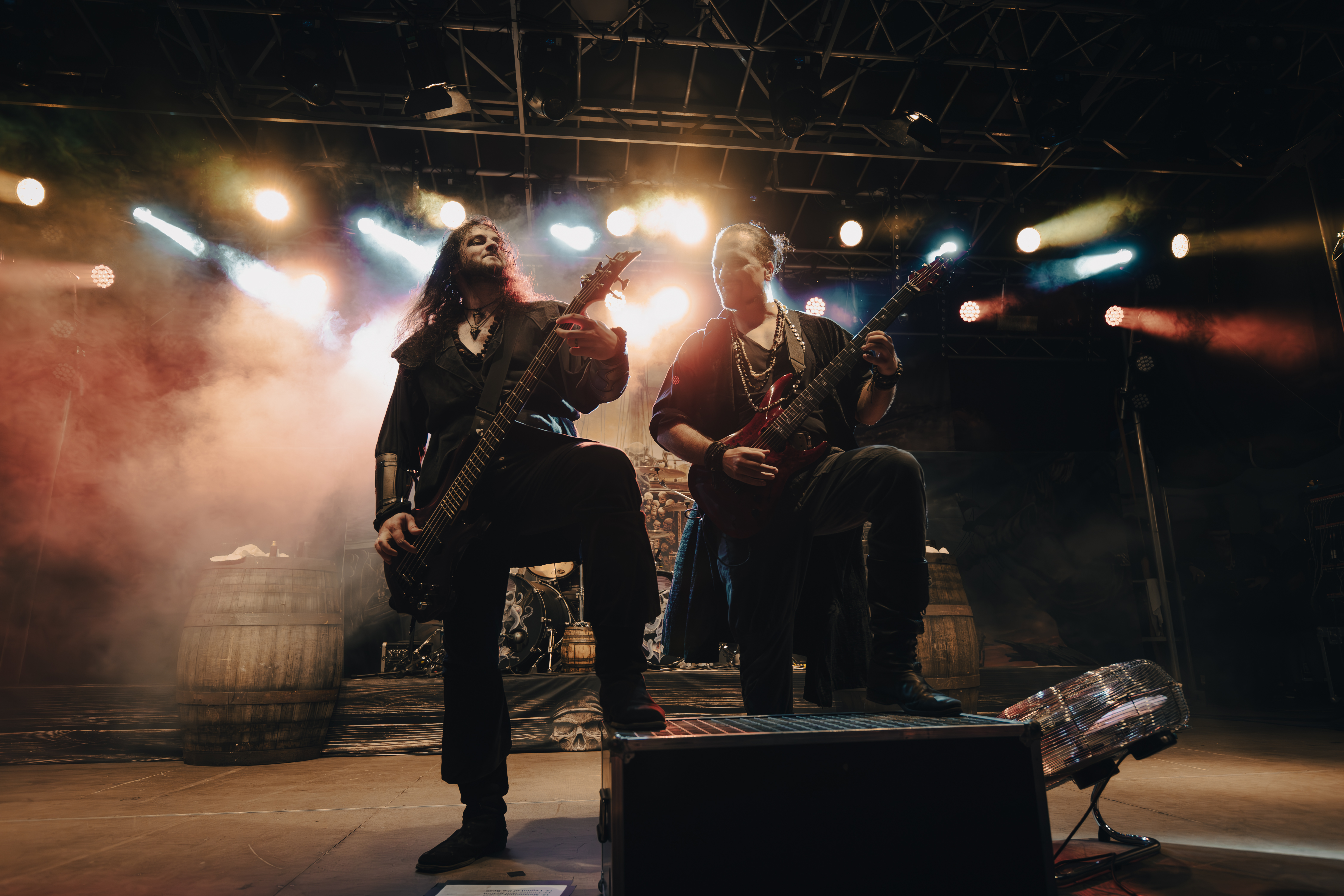
Herbert Glos & Christian "Dushi" Douscha beim Metalacker Festival 2023

Visions of Atlantis ist eine österreichische Symphonic-Metal-Band, die im Jahr 2000 in der Steiermark gegründet wurde. Ihr Stil erinnert stark an Gruppen wie Nightwish oder die Österreicher Edenbridge. Die Besonderheit besteht jedoch darin, dass fast alle Songs als Duett zwischen der weiblichen und der männlichen Gesangsstimme arrangiert sind.

## Geschichte

### Gründungsjahre
Visions of Atlantis wurden im Jahr 2000 von Werner Fiedler, Mike Koren, Christian Stani, Thomas Caser und Chris Kamper gegründet. Etwas später kam Sängerin Nicole Bogner dazu. Im Jahr 2002 erschien bei TTS Media Music dann das erste Studioalbum der Band mit dem Titel Eternal Endless Infinity. Bereits im Jahr 2000 war ein Demo mit dem Titel Morning in Atlantis eingespielt worden. 2003 kam es zu einer Umbesetzung der Band, so verließen Christian Stani (Gesang) und Chris Kamper (Keyboard) Visions of Atlantis und wurden von Mario Plank (Gesang) and Miro Holly (Keyboard) ersetzt. Ein Jahr später erschien das zweite Studioalbum Cast Away. Darauf enthalten war auch der Titel Lost der Visions of Atlantis zum Durchbruch verhalf.
Im Oktober 2005 verließ Sängerin Nicole Bogner († 2012) aus persönlichen Gründen die Band. Ihren Posten übernahm die amerikanische Sopranistin Melissa Ferlaak (Aesma Daeva). Wenig später verließ auch Werner Fiedler die Band und wurde durch Wolfgang Koch ersetzt. Anfang 2006 entschloss sich auch Miro Holly, der für den Großteil der Musik und auch für einige Texte zuständig war, die Band zu verlassen und Martin Harb nahm seinen Platz ein.
Trinity, das dritte Studioalbum der Band, wurde Ende Mai 2007 über Napalm Records veröffentlicht. Laut Bandaussage ist der Sound auf diesem Album härter, düsterer und vereint alle bandtypischen Trademarks zu einer bombastischen Mixtur.
Am 28. November 2007 gaben Visions of Atlantis auf ihrer Homepage bekannt, dass Sängerin Melissa Ferlaak und Gitarrist Wolfgang Koch (das Paar heiratete im Mai 2008) die Band verlassen hatten. Ein Ersatz für Wolfgang Koch wurde bereits gefunden: Werner Fiedler, der 2004 die Band verlassen hatte, war wieder mit dabei. Als neue Sängerin wurde am 1. Februar 2009 die Österreicherin Joanna Nieniewska vorgestellt, die jedoch kurz darauf die Band wegen gesundheitlichen Gründen wieder verlassen musste. Die neue Sängerin hieß Maxi Nil und war bereits in der griechischen Band On Thorns I Lay tätig. Am 25. Februar 2011 erschien das Album Delta, welches während einer ausgedehnten Europatour gemeinsam mit Rhapsody of Fire promoted wurde. Zu dem Song New Dawn wurde außerdem ein Videoclip veröffentlicht.
Am 18. Juli 2011 verließ Bassist Mario Lochert auf Grund kritischer Differenzen die Band. Harb teilte mit, dass man in Zukunft auf einen festen Bassisten verzichten wolle. Am 21. Oktober 2011 wurde die EP Maria Magdalena, welche 5 neue Songs (inkl. einer Coverversion des 80er Jahre Hits I'll never be Maria Magdalena von Sandra) enthält, europaweit veröffentlicht. Am 25. Oktober 2011 folgte der weltweite Release. Am 6. Januar 2012 verstarb die ehemalige Sängerin Nicole Bogner im Alter von 27 Jahren nach langer schwerer Krankheit. Am 22. März 2013 wurde das fünfte Studioalbum Ethera veröffentlicht.

### Neustart
Am 6. Dezember 2013 verkündeten Visions of Atlantis auf ihrer Facebook-Seite, dass der Großteil der Band getrennte Wege gehen werde. Nur Schlagzeuger und Gründungsmitglied Thomas Caser bleibe Bestandteil der Band. Diese Entscheidung wurde größtenteils von Caser getroffen, da die Band sich seiner Ansicht nach immer mehr musikalisch von ihrem Ursprung entferne. Die Gründungsmitglieder Chris Kamper, Werner Fiedler und Mike Koren schlossen sich daraufhin wieder der Band an, Siegfried Samer wurde als neuer Sänger ausgewählt. Clémentine Delauney, welche bereits bei der Tiroler Band Serenity als Sängerin tätig war, leiht seitdem auch Visions of Atlantis ihre Stimme.
Am 29. April 2016 erschien die EP Old Routes - New Waters, auf der die größten Hits der Band mit den neuen Sängern neu aufgenommen wurden, u. a. auch die Ballade Winternight, für die unter der Regie von Patric Ullaeus in Schweden ein Musikvideo gedreht wurde. 2017 stießen – damals noch als Live-Musiker – Christian „Dushi“ Douscha an der Gitarre und Herbert Glos (Dragony) zu Visions of Atlantis und sind mittlerweile offizielle Mitglieder der Band.
Am 16. Februar 2018 veröffentlichte die Band via Napalm Records das sechste Studioalbum. Stilistisch kehrte sie wieder zu ihren Wurzeln zurück. Zum Titeltrack The Deep & The Dark wurde ein Musikvideo in Schweden gedreht. Außerdem gibt es zu Return to Lemuria sowie The Last Home ein Musikvideo.
Während der Tournee mit Kamelot und Leaves’ Eyes im September 2018 wurde der Leadsänger Siegfried Samer wegen beruflichen Terminkonflikten bei einigen Konzerten durch Michele Guaitoli von der italienischen Band Temperance vertreten. Einige Tage später gab Samer auf der Facebook-Seite der Band bekannt, dass er seinen Hauptberuf und die durch die steigende Bekanntheit größer werdende Anzahl an Auftritten immer schwerer vereinen könne und er daher nach der Tournee die Band verlassen werde. Visions of Atlantis engagierte daraufhin Guaitoli als festes Bandmitglied. Bei der „Symphonic Metal Nights“-Tour im Herbst 2018 trat die Band mit beiden Sängern zusammen auf. Von dieser Tour wurde im Nachgang ein Live-Album veröffentlicht.
Mit dem Album Wanderers wurde die eingeschlagene musikalische Richtung weiter verfolgt und es schloss sich eine Tournee an. Diese führte im Frühjahr 2020 unter anderem auch auf den amerikanischen Kontinent. Die bereits begonnene Nordamerika-Tour mit DragonForce wurde allerdings nach nur wenigen Konzerten jäh durch die COVID-19-Pandemie unterbrochen. Den dabei entstandenen finanziellen Schaden konnte die Band dabei durch eine Crowdfunding-Kampagne zum Teil wieder wettmachen.
Im September 2020 wurde unter dem Titel A Symphonic Journey to Remember eine Aufzeichnung eines exklusiven Konzerts mit dem Bohemian Symphony Orchestra Prague beim Bang-Your-Head-Festival 2019 als Blu-ray Disc/DVD veröffentlicht.
Am 13. Mai 2022 erschien das Album Pirates, das deutlich dunkler und bombastischer ausgerichtet war, aber dennoch den bekannten Symphonic-Metal Stil der Band aufrechterhielt. In der Fachpresse gab es fast durchweg positive Rezensionen. Vielfach wurde dabei betont, dass die Band nun endlich ihren Stil gefunden habe und dass auch das seit mehreren Jahren feste Line-Up zu dieser positiven Entwicklung beigetragen habe. Der Erfolg des Albums äußerte sich unter anderem durch einen Einstieg auf Platz 17 in den deutschen Albumcharts. Als Promotion für Pirates wurden zuvor 3 Musikvideos auf dem Youtubekanal von Napalm Records veröffentlicht. Den Anfang machte Legion of the Seas und brachte bereits eine Vorgeschmack auf das Album. Im April und Mai 2022 folgten Melancholy Angel und Master the Hurricane. Das vierte und letzte Video Clocks wurde im Januar 2023 veröffentlicht. In der Pirates Ära entstanden zudem zwei weitere Ableger des gleichnamigen Studioalbums: Das Livealbum Pirates over Wacken, welches beim Wacken Open Air im August 2022 aufgezeichnet und ein Jahr später veröffentlicht wurde, und A Pirates Symphony, eine Instrumentalversion des Studioalbums.
Am 20. März 2024 wurde das neue Album Pirates II - Armada angekündigt. Am gleichen Tag wurde via Napalm Records die erste Single Armada auf YouTube veröffentlicht. Gefolgt wurde dieses Video von zwei weiteren, "Monsters" und "Tonight I'm Alive", bevor am 5. Juli 2024 das Album veröffentlicht wurde und ebenfalls wie der Vorgänger von der Fachpresse hochgelobt wurde.

## Diskografie

### Studioalben
| Jahr | Titel Musiklabel                         | Höchstplatzierung, Gesamtwochen, AuszeichnungChartplatzierungen (Jahr, Titel, Musiklabel, Platzierungen, Wochen, Auszeichnungen, Anmerkungen) | Höchstplatzierung, Gesamtwochen, AuszeichnungChartplatzierungen (Jahr, Titel, Musiklabel, Platzierungen, Wochen, Auszeichnungen, Anmerkungen) | Höchstplatzierung, Gesamtwochen, AuszeichnungChartplatzierungen (Jahr, Titel, Musiklabel, Platzierungen, Wochen, Auszeichnungen, Anmerkungen) | Anmerkungen                                                                      |
| Jahr | Titel Musiklabel                         | DE | AT | CH | Anmerkungen                                                                      |
| ---- | ---------------------------------------- | --- | --- | --- | -------------------------------------------------------------------------------- |
| 2002 | Eternal Endless Infinity TTS Media Music | — | — | — | Erstveröffentlichung: 21. Oktober 2002 Wiederveröffentlichung: 29. November 2004 |
| 2004 | Cast Away Napalm Records                 | — | — | — | Erstveröffentlichung: 29. November 2004                                          |
| 2007 | Trinity Napalm Records                   | — | — | — | Erstveröffentlichung: 25. Mai 2007                                               |
| 2011 | Delta Napalm Records                     | — | — | — | Erstveröffentlichung: 25. Februar 2011                                           |
| 2013 | Ethera Napalm Records                    | — | — | — | Erstveröffentlichung: 25. März 2013                                              |
| 2018 | The Deep & the Dark Napalm Records       | DE45 (1 Wo.)DE | — | CH94 (1 Wo.)CH | Erstveröffentlichung: 16. Februar 2018                                           |
| 2019 | Wanderers Napalm Records                 | DE39 (2 Wo.)DE | — | CH83 (1 Wo.)CH | Erstveröffentlichung: 30. August 2019                                            |
| 2022 | Pirates Napalm Records                   | DE17 (1 Wo.)DE | AT71 (1 Wo.)AT | CH24 (1 Wo.)CH | Erstveröffentlichung: 13. Mai 2022                                               |
| 2024 | Pirates II – Armada Napalm Records       | DE5 (1 Wo.)DE | AT5 (1 Wo.)AT | CH16 (1 Wo.)CH | Erstveröffentlichung: 5. Juli 2024                                               |

### Livealben
| Jahr | Titel Musiklabel                               | Höchstplatzierung, Gesamtwochen, AuszeichnungChartplatzierungen (Jahr, Titel, Musiklabel, Platzierungen, Wochen, Auszeichnungen, Anmerkungen) | Höchstplatzierung, Gesamtwochen, AuszeichnungChartplatzierungen (Jahr, Titel, Musiklabel, Platzierungen, Wochen, Auszeichnungen, Anmerkungen) | Anmerkungen                            |
| Jahr | Titel Musiklabel                               | DE | AT | Anmerkungen                            |
| ---- | ---------------------------------------------- | --- | --- | -------------------------------------- |
| 2020 | A Symphonic Journey to Remember Napalm Records | DE82 (1 Wo.)DE | — | Erstveröffentlichung: 30. Oktober 2020 |
| 2023 | Pirates over Wacken Napalm Records             | DE54 (1 Wo.)DE | — | Erstveröffentlichung: 31. März 2023    |
| 2025 | Armada Live over Europe Napalm Records         | DE28 (1 Wo.)DE | AT53 (1 Wo.)AT | Erstveröffentlichung: 4. Juli 2025     |

### Weitere Veröffentlichungen
- 2000: Morning in Atlantis (Demo)
- 2011: Maria Magdalena (EP)
- 2016: Old Routes – New Waters (EP)
- 2019: The Deep & the Dark: Live at Symphonic Metal Nights (Livealbum)
- 2023: A Pirate’s Symphony (Orchestrale Version des Studioalbums Pirates)
- 2025: Armada Live over Europe (Livealbum)

## Trivia

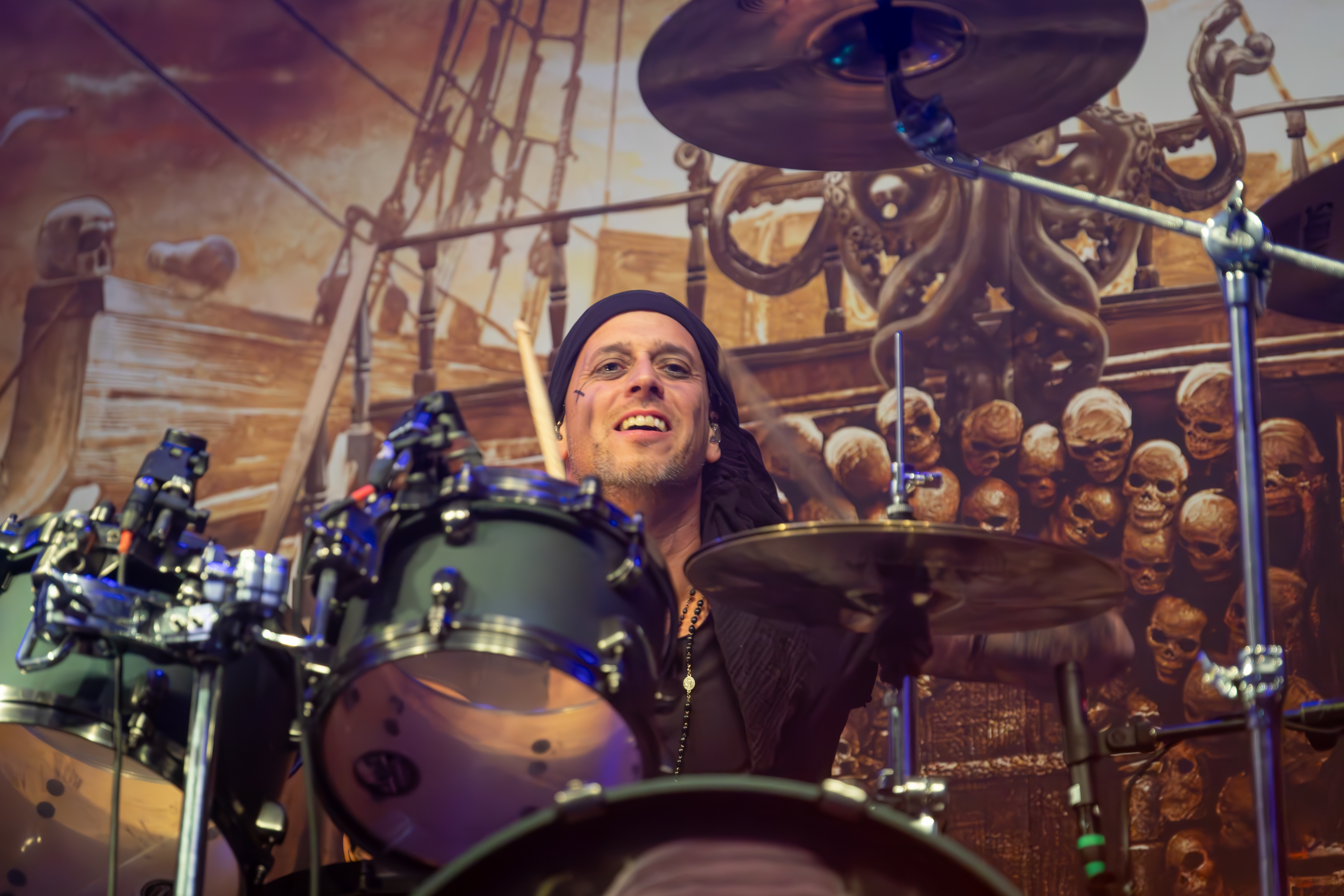
Schlagzeuger Thomas Caser im Dezember 2023

Der Visions-of-Atlantis-Song Lemuria aus dem Cast Away Album wurde von den Veranstaltern der Leichtathletik-Weltmeisterschaften 2011 in Daegu (Kor) für den Beginn der Medaillenzeremonien in Teilen als offizieller Song verwendet.
Der Titel The Deep & The Dark war außerdem für die Serie Game of Thrones als Trailer-Musik bei RTL II zu hören.
Sängerin Clémentine Delauney hat im Spielbuch Metal Heroes – and the Fate of Rock einen Cameo-Auftritt als Pagen-Girl der Musik-Unterwelt.
Thomas Caser ist hauptberuflich einer der Geschäftsführer des österreichischen Labels Napalm Records und trommelte auch bei der österreichischen Pop-Rock-Band Josh Mars.
Seit dem 29. August 2022 existiert der erste, offizielle Fanclub VoA Sailors.
Sängerin Clémentine Delauney war bereits zweimal auf dem Cover der Metalzeitschrift Sonic Seducer zu sehen: Ausgabe 06/2022 und 07–08/2024.
Visions of Atlantis ist im Mobilgame Rock Kommander vertreten und Sängerin Clémentine Delauney ein spielbarer Charakter.